# أداة ليثوكيمياء الكواكب بالأشعة السينية

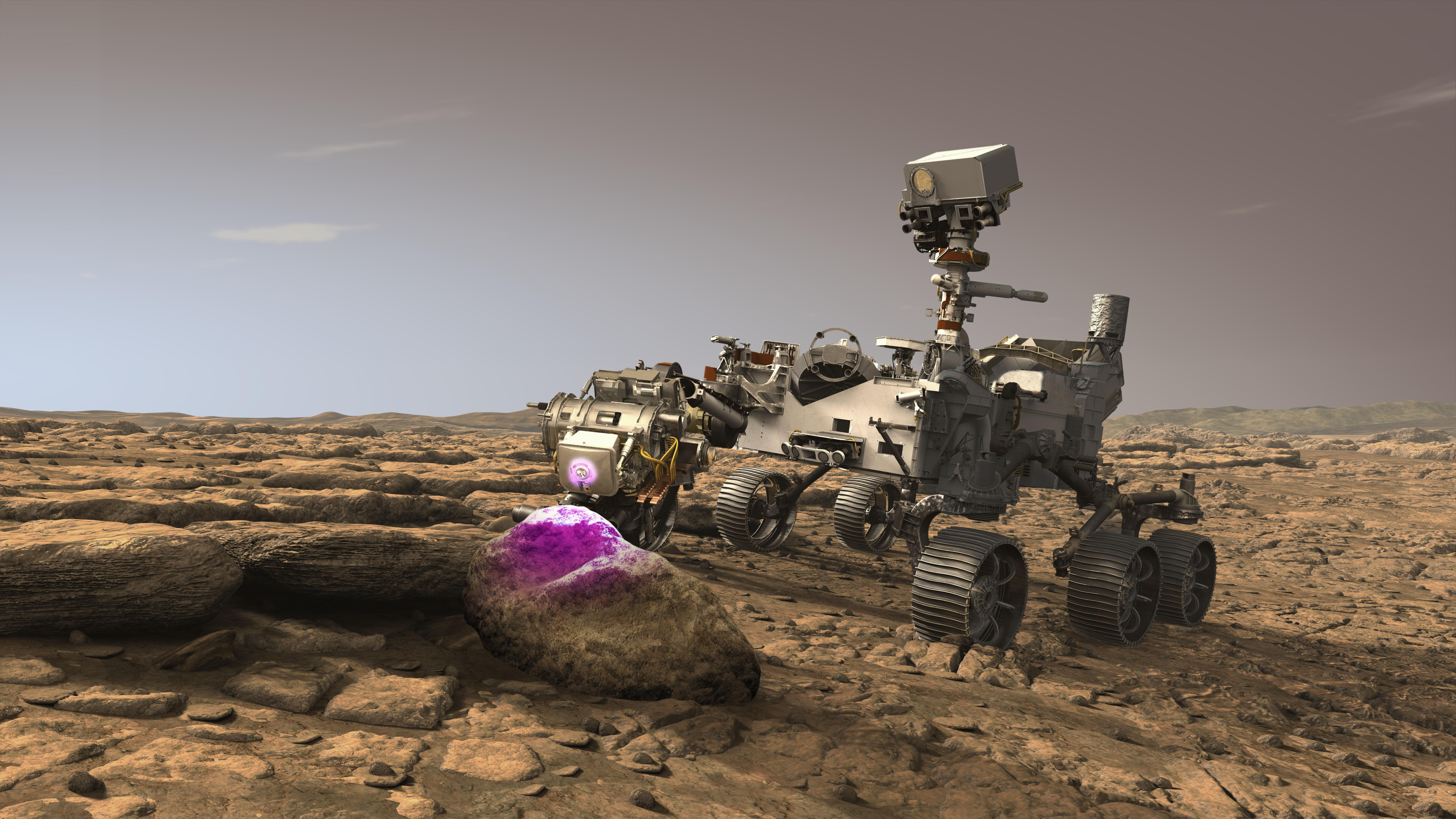
مركبة المريخ برسفيرنس - PIXL تدرس صخرة (رسم تخيلي لفنان)

أداة ليثوكيمياء الكواكب بالأشعة السينية (PIXL) هي مقياس طيف فلورية الأشعة السينية لتحديد التركيب العنصري الدقيق لسطح المريخ مصممة من أجل مركبة برسفيرنس روفر كجزء من مهمة المريخ 2020.

## الأهداف العلمية[4]
1. تقديم تقييم جيوكيميائي مفصل للبيئات السابقة، وإمكانية السكن، وإمكانية الحفاظ على بصمات حيوية.
2. اكتشف أي بصمات حيوية كيميائية محتملة تمت مواجهتها وتميز الكيمياء الجيولوجية لأي أنواع أخرى من البصمات الحيوية المحتملة التي تم اكتشافها.
3. تقديم أساسًا جيوكيميائيًا مفصلاً لاختيار مجموعة مقنعة من العينات لإعادتها إلى الأرض.

## معرض الصور

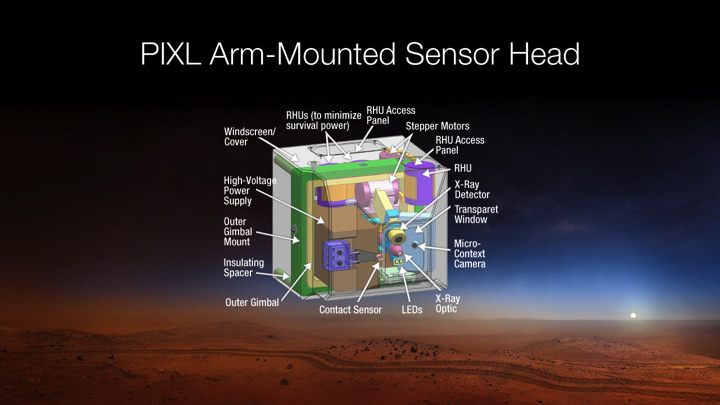
برسفيرنس روفر - PIXL (31 يوليو 2014).

## روابط خارجية
- Mars 2020 Rover - الصفحة الرئيسية - NASA / JPL